# Антигон II Мататија
Антигон II Мататија (хебр. מתתיהו אנטיגונוס השני; 37 пре нове ере), такође познат као Антигон Хасмонејац, био је последњи хасмонејски краљ Јудеје, краљ марионета које су поставили Партско царство, као и син јудејског краља Аристобула II. Ирод Велики га је 37. пре нове ере предао Римљанима на погубљење, након Антигонове трогодишње владавине током које је водио жестоку борбу Јевреја за независност против Римљана.

## Биографија

### Рим
Био је други син Аристобула II и заједно са оцем је 63 пре нове ере као затвореник одведен у Рим. Антигон је на крају побегао и вратио се у Јудеју 57 пре нове ере. Упркос неуспелом покушају да се супротстави тамошњим римским снагама, сенат га је пустио, али је одбио да преда своја династичка права. После смрти свог старијег брата Александра, Антигон је тврдио да је његов стриц Хирканус био марионета Антипатера Идумејаца и покушао је да га свргне уз помоћ и сагласност Римљана. Посетио је Јулија Цезара, који је био у Сирији 47 пре нове ере пожалио се на узурпацију Антипатера и Хиркана. Покушао је 42 пре нове ере силом да заузме владу Јудеје уз помоћ свог шурака Птоломеја (сина Менеја), али га је Ирод победио.

### Подршка Парта
Прекомерно опорезивање које је народ наметао да плати екстраваганције Антонија и Клеопатре пробудило је дубоку мржњу према Риму. Антигон је стекао приврженост и аристократске класе у Јерусалиму и вођа фарисеја. Партско царство, који су напали Сирију 40 пре нове ере, подржали су анти-римског владара на јудејском трону. Када им је Антигон обећао велике суме злата, као и пет стотина робова, Парти су му ставили на располагање пет стотина ратника. Након што је Антигон, уз помоћ Парта, освојио Јерусалим, Хиркан је послат у Вавилон након што су му унакажене уши, што га је учинило неприкладним за службу првосвештеника. Ирод је побегао из Јерусалима 40. пре нове ере. Партији су Антигона званично прогласили краљем и првосвештеником.

### Смрт
После освајања Јерусалима од стране Партана, Херод је брзо побегао из Масаде у Рим, где је 40 пре нове ере номинован за новог краља Јудеје (лат. Rex socius et amicus populi Romani, краљ и пријатељ римског народа) од стране римског сената на препоруку тријумвирата Марка Антонија. По Херодовом повратку у Јудеју из Рима 39 пре нове ере отворио је кампању против Антигона и опсадио Јерусалим. На пролеће 38 пре нове ере, Херод је изузео контролу над провинцијом Галилеја и на крају целог Јудеји, осим Јерусалима. Због приближавања зиме, Ирод је одложио опсаду Јерусалима, где су се склонили Антигон и његова војска, до пролећа. Ирод и подржавајућа римска војска били су изван Јерусалима 3—5 месеци, али су Римљани на крају ипак заузели град. Међутим, присталице Антигона бориле су се све док Римљани нису стигли до унутрашњег дворишта храма. Антигон је одведен у Антиохију и погубљен, окончавши хасмонејску владавину.
Јосиф Флавије наводи да је Марко Антоније одрубио главу Антигону. Римски историчар Касије Дион наводи да је разапет и у својој Roman History бележи: „Ове људе [Јевреје] Антоније је поверио неком Ироду да управља; али Антигона је везао за крст и бичевао, казну коју није претрпео ниједан други и тако га убио”. У свом Life of Antony Плутарх тврди да је Антигону одрубљена глава: „први пример те казне је кажњавање краља”.

### Спорна гробница у Јерусалиму
Године 1971. булдожери који су уклањали земљу у Источном Јерусалиму ради грађевинског пројекта открили су гробницу са натписом који је, према неким становиштима, указивала на гробницу Антигона II Мататија, последњег хасмонејског краља. Међутим, према антропологу Џо Зијасу, бившем кустосу археологије и антропологије израелске управе за антиквитете, ова теорија је тек мало више од урбаног мита, јер је једини обезглављени костур пронађен 1971. и током каснијег преиспитивања утврђено је да је претходно нетакнута гробница припадала старијој жени. Према његовом мишљењу, ниједан други остатак који је тамо пронађен не би могао бити повезан са Антигоном II и мит се и даље промовише само захваљујући напорима власника зграде која се налази на врху гробнице.

## Књижевност
Библиотекар Грегори Дудна предложио је 2013. да се лик злог свештеника из Qumran Scrolls направи по узору на Антигона II.